# 李緒杰
李緒杰（1977年4月4日－），潮汕詞曲創作者、歌手，汕頭潮陽人。
他以潮語和普通話演唱，創作以譜曲為主，所演唱的歌曲多半是自己作曲，不同於先成名的宋亦乐等由專業作曲家作曲。
他與動力腳車合作完成了許多歌曲，并同時被汕頭電視台採訪。